# Joseph Erb
Johann Joseph Erb (* um 1736; † 1798) war ein deutscher Architekt, Stadtbaumeister in Düsseldorf sowie Lehrer für Baukunst an der Kunstakademie Düsseldorf.

## Leben

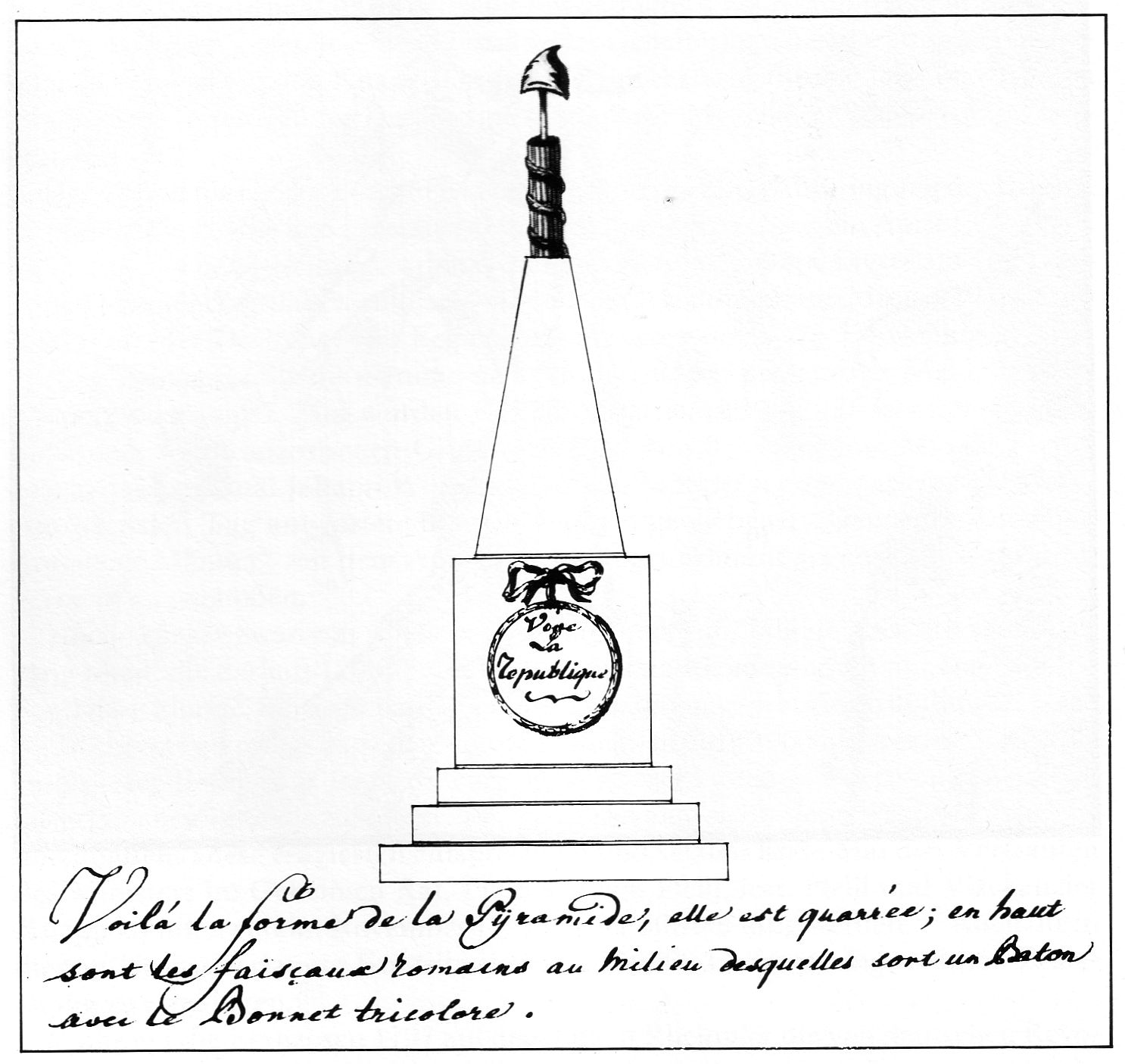
Obelisk („Pyramide“, bekrönt von einem Liktorenbündel und einer Jakobinermütze als Symbole der Französischen Republik) für den Carlsplatz in Düsseldorf, 1797

Joseph Erb war Stadtbaumeister in Düsseldorf und wurde aufgrund von Probezeichnungen am 3. Mai 1779 zum Professor für Baukunst an der Kunstakademie Düsseldorf ernannt, nachdem er sich mehrfach um diesen Posten beworben hatte. Als Architekt war er damit die erste Lehrkraft für Baukunst an der Düsseldorfer Akademie, wo allerdings schon seit 1777 unter Lambert Krahe Preisaufgaben für Architekten gestellt worden waren. Parallel zu seiner Tätigkeit als Stadtbaumeister hatte Erb das Lehramt bis zu seinem Tod inne. Er bezog eine durch den Tod von Krahes Schwiegersohn Heinrich Schmitz 1784 freigewordene Dienstwohnung im Düsseldorfer Akademiegebäude.
Am 17. September 1779 eröffnete Erb eine Academische Kunst- und Buchhandlung in der Hunsrückenstraße in Düsseldorf, über die nach 1781 keine Nachrichten mehr erschienen. Für das von Krahe geplante Galeriewerk über die Gemäldegalerie Düsseldorf schuf er Aufrisse von Bilderwänden. Überliefert ist auch die Skizze einer „Pyramide“, die zum 22. September 1797, dem Neujahrstag des französischen Revolutionskalenders, auf dem Carlsplatz in Düsseldorf aufgestellt wurde. 1798 datiert ein Bebauungsvorschlag, den er für die Verbindung der Düsseldorfer Carlstadt mit der Neustadt vorlegte.

## Bauten
- 1775–1782: Palais Nesselrode, Düsseldorf
- 1781–1783: Saalbau der Evangelischen Kirche Bergisch Neukirchen
- 1797: Obelisk („Pyramide“) auf dem Carlsplatz, Düsseldorf (im November 1800 durch einen Sturm zerstört)[11]